# برونو مزنگا
برونو مزنگا (به پرتغالی: Bruno Ferreira Mombra Rosa) مهاجم اهل برزیل است که در شهر نیتروی و در تاریخ ۸ اوت ۱۹۸۸ به دنیا آمده‌است.
برونو مزنگا در تیم‌های فوتبال فلامینگو سابقهٔ حضور دارد.